# 东南铁角蕨
东南铁角蕨（学名：Asplenium oldhamii）为铁角蕨科铁角蕨属下的一个种。

## 扩展阅读
維基物種上的相關：东南铁角蕨